# Heinz Linge
Heinz Linge (Brema, 23 marzo 1913 – Amburgo, 9 marzo 1980) è stato un militare tedesco delle SS e cameriere personale di Adolf Hitler, al cui servizio rimase dal gennaio 1935 al 1945, raggiungendo il grado di Obersturmbannführer.

## Biografia
Heinz Linge praticò in gioventù il mestiere di muratore, dopodiché frequentò un istituto tecnico. All'età di vent'anni entrò volontario, il 17 marzo 1933, nella 1ª Divisione Panzer SS "Leibstandarte SS Adolf Hitler". Il 24 gennaio 1935 fu scelto da Adolf Hitler come cameriere personale e, dopo un periodo di istruzione presso la scuola alberghiera di Monaco-Pasing, entrò al servizio del dittatore. Dopo le dimissioni di Karl Krause, il 10 settembre 1939, divenne il cameriere preferito di Hitler, nella posizione di Chef des persönlichen Dienstes ("capo dei servizi personali"), e rimase sino alla fine nella cerchia più intima del Führer.
Il 30 aprile 1945, nel giardino della Cancelleria del Reich, con Joseph Goebbels, Martin Bormann, il medico di Hitler Ludwig Stumpfegger, l'attendente Otto Günsche e l'autista Erich Kempka, partecipò alla cremazione dei corpi di Adolf Hitler ed Eva Braun.
Negli ultimi giorni della seconda guerra mondiale (2 maggio 1945), dopo la disfatta e l'abbandono del Führerbunker, fu fatto prigioniero dai sovietici. Fu condotto a Mosca, nella prigione della Lubjanka, e interrogato dai servizi segreti dell'NKVD, non senza torture, circa la sorte di Hitler: i sovietici non credevano infatti al suicidio e ritenevano fosse fuggito. Nel 1946 fu condotto per breve tempo a Berlino e indicò il punto preciso nei giardini della Cancelleria in cui, un anno prima, erano stati sepolti i resti. Dai suoi interrogatori, unitamente a quelli di Otto Günsche venne stilato il dossier Hitler, destinato a Stalin. Tale dossier rimase a lungo segreto e verrà pubblicato solo nel 2005 in Germania e tradotto anche in Italia nello stesso anno.
I sovietici, dal maggio 1945, avevano riesumato, in quell'area devastata, numerosi corpi, di conseguenza non erano sicuri che i resti ritrovati fossero effettivamente quelli di Hitler ed Eva Braun.
Processato nel 1950 da un tribunale sovietico, fu condannato a 25 anni di lavori forzati.
Nel 1955, con molti altri prigionieri di guerra, fu liberato in seguito alla storica visita di Konrad Adenauer a Mosca. Dopo il ritorno in patria divenne agente commerciale per una ditta di prefabbricati, il che gli consentì una certa agiatezza economica. Lavorò in questa posizione fino a 65 anni. Morì in una clinica di Amburgo il 9 marzo 1980.

## Influenza nella cultura di massa
- Nel film La caduta - Gli ultimi giorni di Hitler, viene impersonato da Thomas Limpinsel, mentre in Mein Führer - La veramente vera verità su Adolf Hitler da Lars Rudolph.